# Klątwa kosowska

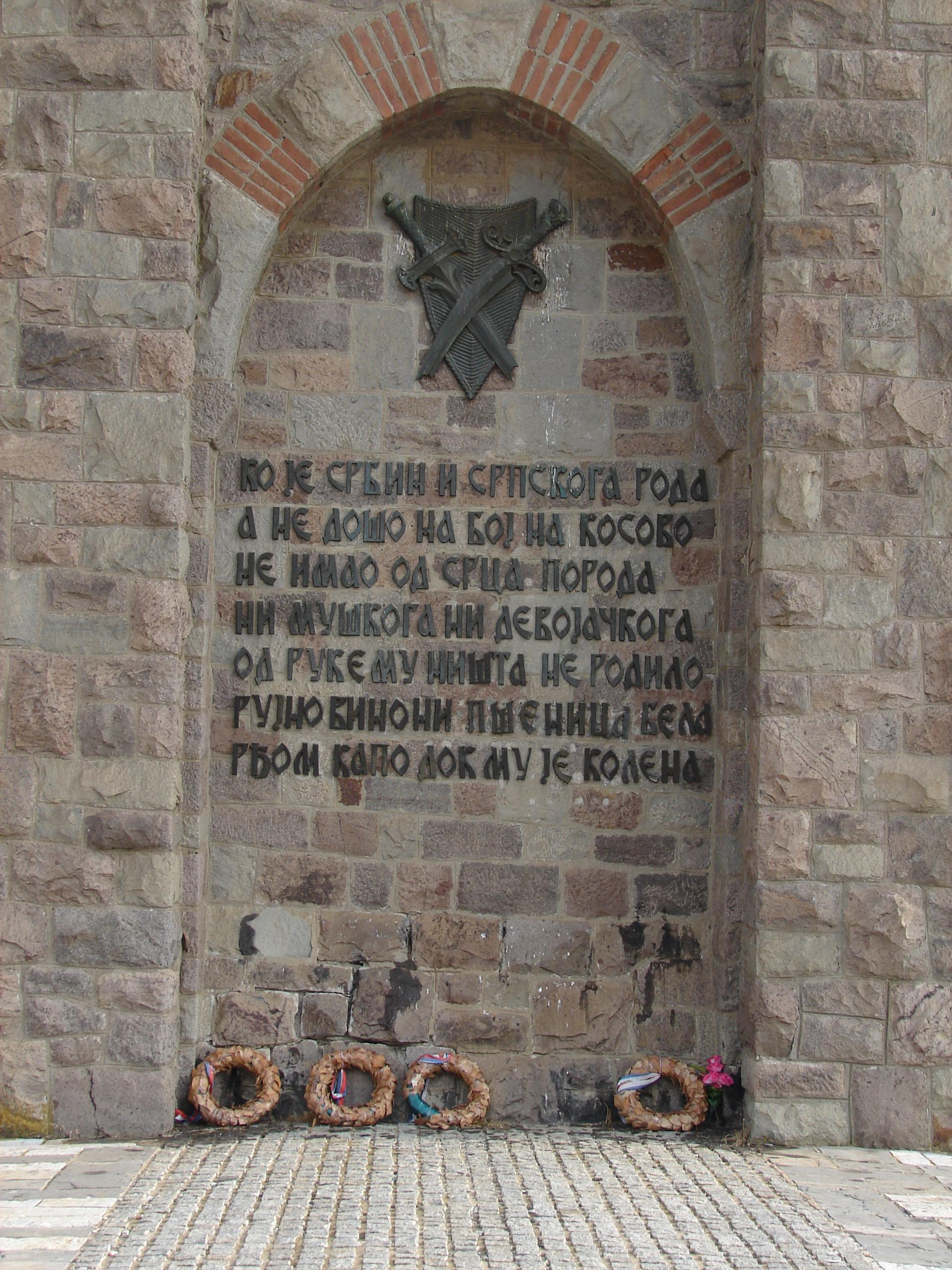
Inskrypcja z Klątwą kosowską na Gazimestanie

Klątwa kosowska (serb. Косовска клетва/Kosovska kletva, również jako Kneževa kletva) – serbski tekst, pochodzący ze zbioru poematów cyklu kosowskiego. Występuje on w dwóch pieśniach tego zbioru – są to kolejno Wyzwanie do boju na Kosowo oraz Musicz Stefan i bój na Kosowie. W serbskiej tradycji literackiej wypowiedzenie klątwy przypisuje się księciu Łazarzowi I Hrebeljanoviciowi, dowódcy sił słowiańskich podczas bitwy na Kosowym Polu.

## Tekst utworu
| Tekst serbski (cyrylica serbska): | Tekst serbski (alfabet łaciński): | Tekst polski (tłum. Roman Zmorski): |  |
| --- | --- | --- |  |
| Ко је Србин и српскога рода, и од српске крви и колена, а не дош'о на бој на Косово, не имао од срца порода, ни мушкога ни девојачкога! Од руке му ништа не родило, рујно вино ни пшеница бела! Рђом капо док му је колена! | Ko je Srbin i srpskoga roda, i od srpske krvi i kolena, a ne doš'o na boj na Kosovo, ne imao od srca poroda, ni muškoga ni devojačkoga! Od ruke mu ništa ne rodilo, rujno vino ni pšenica bela! Rđom kapo dok mu je kolena! | W kim krew serbska, kto się Serbem zowie, A nie przyjdzie na bój na Kosowo – Bodaj Bóg go nie pocieszył dziećmi!... Bodaj syna nie zaznał ni córki!... Czego dotknie, bodaj nie rodziło, Ani wino, ni pszenica biała!... Bodaj zmarniał z całym swoim rodem! |  |

## Geneza
Klątwa ma swoje korzenie w serbskim cyklu epickim, zwyczajowo zwanym Lazaricą od imienia księcia Lazara Hrebeljanovicia, opowiadającym o wydarzeniach związanych z bitwą na Kosowym Polu. Zawarta została ona w dwóch poematach: Wyzwanie do boju na Kosowo oraz Musicz Stefan i bój na Kosowie. W pierwszym z nich, książę Lazar wypowiada klątwę po otrzymaniu listu od sułtana Murada I, w którym ten wzywa księcia do poddania się i odstąpienia władzy nad serbską ziemią imperium osmańskiemu. W poemacie Musicz Stefan i bój na Kosowie tytułowy bohater pieśni cytuje treść klątwy, wspominając wezwanie księcia Lazara do bitwy.
Obecnie inskrypcja z tekstem klątwy znajduje się m.in. na pomniku na Gazimestanie – położonym niedaleko Prisztiny miejscu pamięci, mającym symbolizować bitwę na Kosowym Polu.